# Saprosma foetens
Saprosma foetens är en måreväxtart som först beskrevs av Robert Wight, och fick sitt nu gällande namn av Karl Moritz Schumann. Saprosma foetens ingår i släktet Saprosma och familjen måreväxter.

## Underarter
Arten delas in i följande underarter:
- S. f. ceylanicum
- S. f. foetens